# Terebra caddeyi
Terebra caddeyi é uma espécie de gastrópode do gênero Terebra, pertencente a família Terebridae.